# Hastilidium

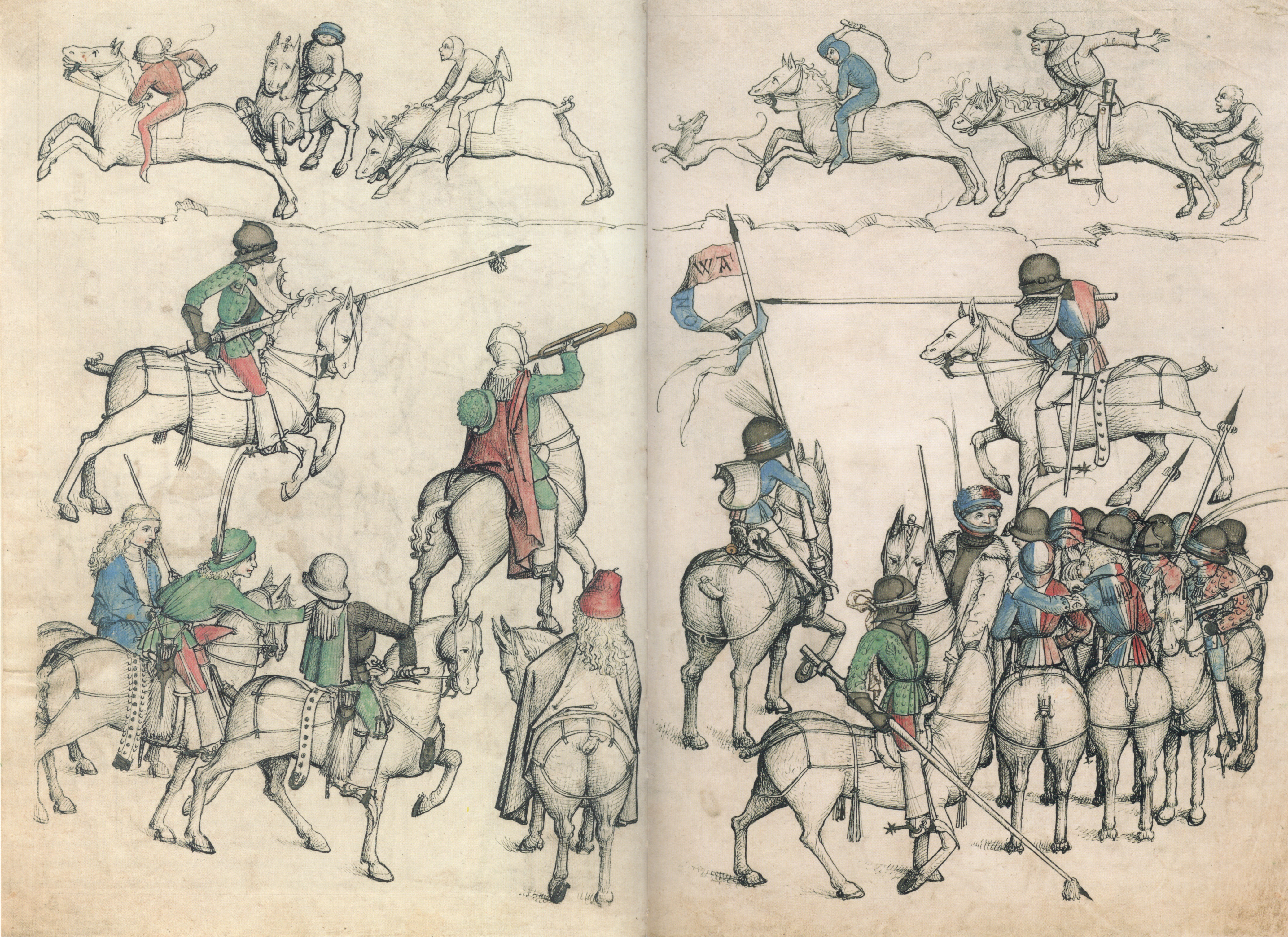
Tournoi germanique avec des lances, v. 1480

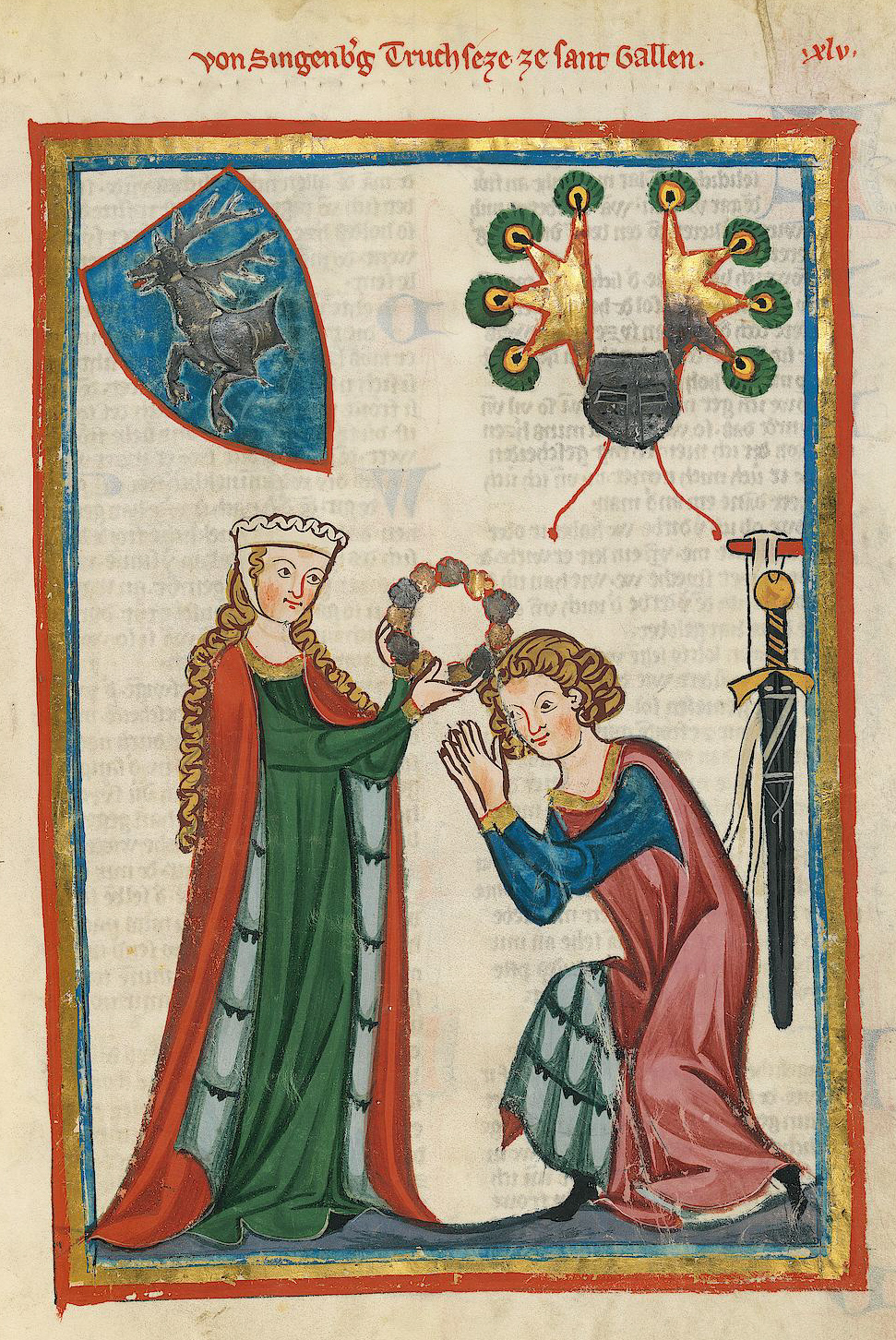
Un chevalier recevant une récompense (couronne de fleurs) de sa Dame (Enluminure du Codex Manesse, 1320)

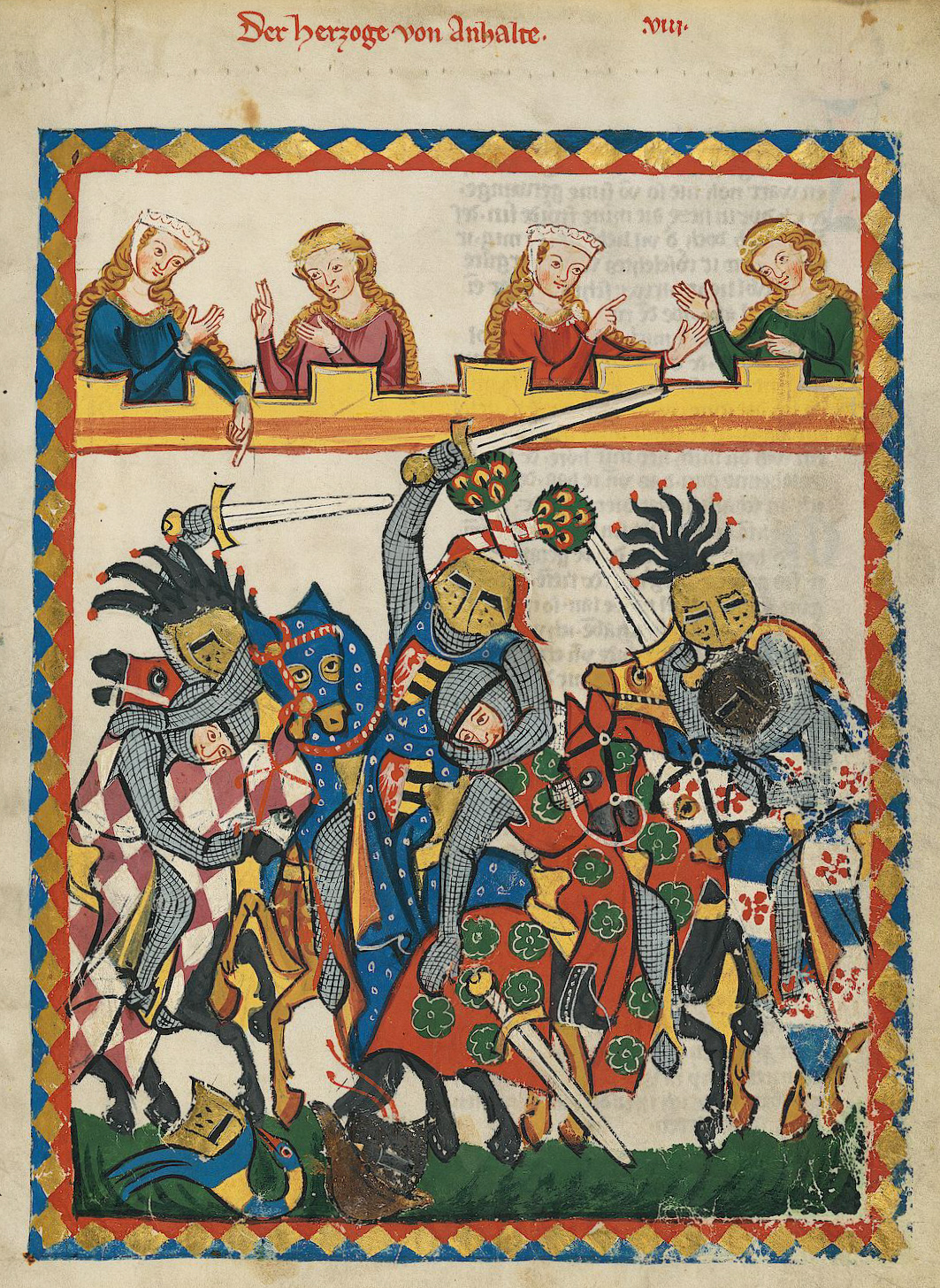
Béhourd à l’épée : Henry I, Comte d'Anhalt
au centre de la mêlée (Codex Manesse)

L’hastiludium (du latin hastiludium, littéralement « jeu de lance ») ou les hastiludia sont un terme générique utilisé pour désigner les épreuves martiales au Moyen Âge utilisant principalement comme arme d'hast la lance. Dès le XIVe siècle, ce terme exclut les tournois et les joutes au profit de toutes les autres épreuves (dont la popularité et les règles varient selon les époques et les régions) moins violentes et plus ritualisées. Aujourd'hui, ce sont ces premières épreuves qui sont les plus connues.

## Types d’hastiludia

### Tournoi
Le tournoi primitif des XIe siècle et XIIe siècle, appelé cembel, se déroule sur un  espace de plusieurs kilomètres carrés sans lice. L'affrontement des chevaliers dans la mêlée, souvent précédé d'un duel à la lance par les capitaines de chaque camp, débute à la lance et se termine à l'épée. Cette manière de combattre à la lance vient de la « technique de la lance couchée » découverte par les Normands en Italie du Sud. Les chroniqueurs médiévaux évoquent de nombreux morts à l'issue de ces combats sanglants qui sont des entraînements à la guerre. Le torneamentum à partir du XIe siècle est plus un sport et une fête auxquels peuvent assister les dames. Le combat a lieu dans un espace clos par des lices (eux-mêmes distribués en rens. Cette « pacification » est en lien avec l'amour courtois : la reine du tournoi offre au vainqueur une faveur ou une récompense (broderie, couronne, plus rarement un bijou, une armure ou un cheval).

### Béhourd
Le béhourd fut un combat à cheval, lance (ou épée) au poing, consistant à défendre une sorte de bastion ou château contre tous les assaillants.